# Тан Шве
Старший генерал (Генералиссимус) Тан Шве (бирм. သန်းရွှေ; род. 2 февраля 1933, Чаусхэ, округ Мандалай, Мьянма) — военный диктатор Мьянмы с 23 апреля 1992 по 4 февраля 2011 года. Председатель военной хунты с 15 ноября 1997 по 30 марта 2011 года, носившей название Государственный совет мира и развития (ГСМР, SPDC).

## Биография
Тан Шве родился в бедной семье, работал на почте. В 1953 году по набору для борьбы с повстанцами и сепаратистами он поступил в школу подготовки офицеров, которую закончил в 1954 году.
Много лет он работал в отделе психологии военных действий на фронте борьбы против каренов. После переворота в 1962 году, организованного генералом Не Вином его карьера стремительно набирала темпы. В 1985 году он стал бригадным генералом, в 1986 году — генерал-майором. В 1988 году он вошёл в Исполнительный комитет Партии бирманской социалистической программы (ПБСП, BSPP) генерала Не Вина.
21 сентября 1988 года он вошёл в число 21 члена военной хунты, которая носила название Государственный совет по восстановлению правопорядка (ГСВЗП, SLORC), хунту возглавлял генерал Со Маун. Он стал первым помощником Со Мауна, ушедшего в отставку по состоянию здоровья 23 апреля 1992 года. После этого Тан Шве стал председателем ГСВЗП. Он же стал премьер-министром, военным министром и верховным главнокомандующим.
Поначалу Тан Шве проводил более либеральную политику, чем его предшественники. Он освободил политических заключённых и ослабил меры против главы оппозиционной партии НЛД Аун Сан Су Чжи, которая с июля 1989 года содержалась под домашним арестом. В 1993 году в ответ на проигранные выборы 1990 года была созвана Национальная конституционная конференция (НКК) для выработки положений новой конституции. Тан Шве ослабил государственный контроль над экономикой и стал добиваться вступления Мьянмы в АСЕАН, которое состоялось в 1997 году. За это время он сместил за коррупцию большое количество министров. Тан Шве впервые разрешил таким международным организациям как «Международный комитет Красного Креста» и «Международная амнистия» посещать Мьянму.
При этом он продолжал преследование национальных меньшинств — в частности каренов и шанов. Под его руководством началась кампания преследования мусульманского народа рохинджа, в результате чего 250 000 человек бежали в Бангладеш. Новая конституция так и не была принята, потому что НКК была распущена в 1995 году. Снова Конференция была созвана на несколько недель только в 2004—2005 годах. Диалога с оппозицией ему установить так и не удалось, он репрессировал активных журналистов, а в мае 2003 года снова была арестована и помещена под домашний арест Аун Сан Су Чжи.
25 августа 2003 года он оставил должность премьер-министра, однако до 2011 года совмещал большое количество ключевых должностей.
В 2011 году ушёл в отставку со всех постов. Его преемником в качестве главы государства стал президент Мьянмы Тейн Сейн, а на посту командующего Вооружёнными силами его сменил Мин Аун Хлайн.

## Личная жизнь
Его жена До Чжаин Чжаин (принадлежит к народу пао) активно участвовала в политике, в частности, в назначениях высших чиновников.
На буддийский Новый Год семья Тан Шве получала огромные подарки. Так, в 2004 году сумма подарков составила 700 миллионов евро.
В 2006 году в Интернет просочилась домашняя видеозапись свадьбы дочери Тан Шве, Тандар Шве, что вызвало споры и критику со стороны бирманских и зарубежных СМИ за щедрый и, казалось бы, показной приём.
В январе 2009 года внук Най Шве Туэй Аун просил купить Тан Шве один из самых популярных футбольных клубов в мире, «Манчестер Юнайтед», за 1 миллиард долларов. Однако, как сообщается, он отказался от этого плана, поскольку такое вложение всего через несколько месяцев после того, как циклон Наргис убил почти 150 000 человек, было сочтено нецелесообразным.